# Magiki
Magiki è una serie animata prescolare franco-italiana prodotta da Zodiak Kids Studio France e De Agostini, con la partecipazione di Gulli, Tiji, Planeta Junior e Animasia Studio. In Francia è stata trasmessa su Tiji dal 6 novembre 2017, mentre in Italia veniva già messa in onda dal 12 giugno dello stesso anno su DeA Junior e in chiaro su Frisbee.

## Trama
Billie è una bambina di 7 anni molto premurosa, che però viene costantemente presa in giro dalle sue sorelle maggiori Marie e Antoniette. Per sfuggire dalla realtà, Billie usa una chiave magica per aprire la sua scatola di giocattoli e immergersi dentro, insieme al suo migliore amico Truman, approdando nella terra di Magiki, dove Billie è la principessa e i suoi giocattoli prendono vita come membri della sua corte.

## Episodi
| Stagione       | Episodi | Prima TV Francia | Prima TV Italia |
| -------------- | ------- | ---------------- | --------------- |
| Prima stagione | 52      | 2017-2018        | 2017-2018       |

## Personaggi e doppiatori
| Personaggio        | Doppiatore italiano   |
| ------------------ | --------------------- |
| Billie             | Valentina Pallavicino |
| Marie              | Giulia Tarquini       |
| Antoniette         | Chiara Oliviero       |
| Truman             | Gaia Bolognesi        |
| sir Kitty cat      | Tatiana Dessi         |
| Contessa Elisabeth | Maura Cenciarelli     |
| Fiona l'unicorno 1 | Emanuela Damasio      |
| Sidney             | Antonio Palumbo       |
| Ed                 | Stefano Onofri        |
| Ferdinand          | Antonella Baldini     |